# 미리내도서관
미리내도서관은 강원특별자치도 원주시에 있는 시립 도서관이다.

## 연혁
- 2021년 3월 2일 개관.